# Campionati europei di atletica leggera 2010 - Salto in lungo maschile

## Podio
| #       | Atleta          | Nazionalità | Misura |
| ------- | --------------- | ----------- | ------ |
| Oro     | Christian Reif  | Germania    | 8.47   |
| Argento | Kafétien Gomis  | Francia     | 8.24   |
| Bronzo  | Chris Tomlinson | Regno Unito | 8.23   |

## Record
Record europei e mondiali all'inizio della competizione
| Record                | Prestazione | Atleta         | Data           | Luogo      |
| --------------------- | ----------- | -------------- | -------------- | ---------- |
| Record mondiale       | 8,95 m      | Mike Powell    | 30 agosto 1991 | Tokyo      |
| Record europeo        | 8,86 m      | Robert Ėmmijan | 22 maggio 1987 | Cachkadzor |
| Record dei campionati | 8,41 m      | Robert Ėmmijan | 29 agosto 1986 | Stoccarda  |

## Programma
| Data           | Ora   | Turno          |
| -------------- | ----- | -------------- |
| 30 luglio 2010 | 18:35 | Qualificazioni |
| 1º agosto 2010 | 20:10 | Finale         |

## Risultati

### Qualificazioni
Accedono alla finale tutti gli atleti che ottengono la misura di 8,00 m nelle qualificazioni oppure le dodici migliori misure
| Pos | Gruppo | Atleta                        | Nazionalità | #1   | #2   | #3   | Risultati | Note   |
| --- | ------ | ----------------------------- | ----------- | ---- | ---- | ---- | --------- | ------ |
| 1   | B      | Eusebio Cáceres               | Spagna      | 7.73 | 7.90 | 8.27 | 8.27      | Q, =EL |
| 2   | A      | Christian Reif                | Germania    | x    | 7.79 | 8.27 | 8.27      | Q, =EL |
| 3   | B      | Chris Tomlinson               | Regno Unito | 7.98 | 8.20 |      | 8.20      | Q, SB  |
| 4   | A      | Loúis Tsátoumas               | Grecia      | 8.17 |      |      | 8.17      | Q      |
| 5   | B      | Andrew Howe                   | Italia      | 8.15 |      |      | 8.15      | Q      |
| 6   | B      | Michel Tornéus                | Svezia      | 8.12 |      |      | 8.12      | Q, PB  |
| 7   | B      | Salim Sdiri                   | Francia     | 8.09 |      |      | 8.09      | Q      |
| 8   | A      | Luis Felipe Méliz             | Spagna      | 7.94 | 8.06 |      | 8.06      | Q, =SB |
| 9   | A      | Kafétien Gomis                | Francia     | x    | 8.04 |      | 8.04      | Q      |
| 10  | A      | Tommi Evilä                   | Finlandia   | 7.91 | 7.90 | 8.01 | 8.01      | Q      |
| 11  | B      | Roman Novotný                 | Rep. Ceca   | 7.86 | x    | 8.00 | 8.00      | Q      |
| 12  | B      | Petteri Lax                   | Finlandia   | 7.48 | 7.98 | x    | 7.98      | q, SB  |
| 13  | B      | Povilas Mykolaitis            | Lituania    | x    | 7.85 | 7.94 | 7.94      | SB     |
| 14  | B      | Pavel Shalin                  | Russia      | 7.81 | 7.66 | 7.94 | 7.94      |        |
| 15  | A      | Dmitriy Plotnikov             | Russia      | x    | 7.92 | 7.37 | 7.92      |        |
| 16  | A      | Emanuele Formichetti          | Italia      | x    | 7.91 | 7.80 | 7.91      |        |
| 17  | A      | Otto Kilpi                    | Finlandia   | 7.81 | 7.90 | 7.78 | 7.90      |        |
| 18  | A      | Yochai Halevi                 | Israele     | x    | 7.78 | 7.90 | 7.90      |        |
| 19  | A      | Gaspar Araújo                 | Portogallo  | x    | 7.83 | 7.87 | 7.87      |        |
| 20  | B      | Jānis Leitis                  | Lettonia    | 6.30 | 7.87 | x    | 7.87      | SB     |
| 21  | A      | Stefano Tremigliozzi          | Italia      | 7.41 | 7.80 | x    | 7.80      |        |
| 22  | B      | Oleksandr Soldatkin           | Ucraina     | x    | 7.66 | 7.32 | 7.66      |        |
| 23  | A      | Joan Lino Martínez            | Spagna      | 7.62 | 7.63 | x    | 7.63      |        |
| 24  | B      | Zacharias Arnos               | Cipro       | x    | 7.37 | 7.61 | 7.61      |        |
| 25  | B      | Arsen Sargsyan                | Armenia     | 7.60 | x    | 7.59 | 7.60      |        |
| 26  | A      | Thorsteinn Ingvarsson         | Islanda     | 7.44 | x    | 7.59 | 7.59      |        |
| 27  | B      | Mihaíl Mertzanídis-Despotéris | Grecia      | x    | x    | 7.58 | 7.58      |        |
| 28  | A      | Tõnis Sahk                    | Estonia     | 7.46 | 7.41 | 7.34 | 7.46      |        |
| 29  | B      | Sávvas Diakonikólas           | Grecia      | x    | 7.22 | 7.46 | 7.46      |        |
|     | A      | Morten Jensen                 | Danimarca   | x    | x    | x    | NM        |        |
|     | A      | Admir Bregu                   | Albania     | x    | x    | x    | NM        |        |
|     | B      | Nikolay Atanasov              | Bulgaria    | x    | x    | -    | NM        |        |

### Finale

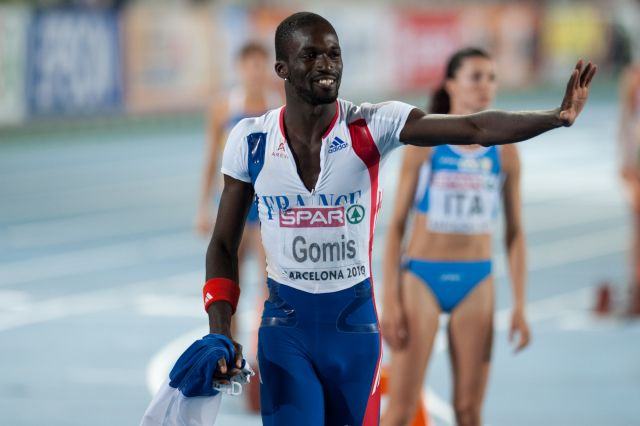

| Pos     | Atleta            | Nazionalità | #1   | #2   | #3   | #4   | #5   | #6   | Risultati | Note       |
| ------- | ----------------- | ----------- | ---- | ---- | ---- | ---- | ---- | ---- | --------- | ---------- |
| Oro     | Christian Reif    | Germania    | x    | 7.87 | 8.47 | -    | -    | 8.00 | 8.47      | WL, CR, PB |
| Argento | Kafétien Gomis    | Francia     | 8.00 | x    | x    | x    | x    | 8.24 | 8.24      | PB         |
| Bronzo  | Chris Tomlinson   | Regno Unito | 8.18 | 7.97 | 8.05 | 8.23 | 8.20 | 7.57 | 8.23      | SB         |
| 4       | Salim Sdiri       | Francia     | 8.20 | x    | x    | x    | x    | 8.12 | 8.20      |            |
| 5       | Andrew Howe       | Italia      | 7.96 | 8.12 | 8.00 | 7.74 | 8.08 | 7.97 | 8.12      |            |
| 6       | Loúis Tsátoumas   | Grecia      | x    | 8.09 | x    | x    | 7.66 | x    | 8.09      | SB         |
| 7       | Petteri Lax       | Finlandia   | 7.96 | x    | x    | x    | x    | x    | 7.96      |            |
| 8       | Eusebio Cáceres   | Spagna      | 7.92 | x    | 7.93 | -    | x    | x    | 7.93      |            |
| 9       | Michel Tornéus    | Svezia      | 7.77 | 7.92 | 7.88 |      |      |      | 7.92      |            |
| 10      | Tommi Evilä       | Finlandia   | 7.56 | 7.62 | 7.91 |      |      |      | 7.91      |            |
| 11      | Luis Felipe Méliz | Spagna      | x    | 7.90 | 7.90 |      |      |      | 7.90      |            |
| 12      | Roman Novotný     | Rep. Ceca   | x    | 7.65 | x    |      |      |      | 7.65      |            |